# Asiagomphus auricolor
Asiagomphus auricolor – gatunek ważki z rodziny gadziogłówkowatych (Gomphidae).